# Le Tour des 100 Communes
Le Tour des 100 Communes (Die Tour der 100 Gemeinden) ist ein Straßenradrennen für Männer in Frankreich.
Das Eintagesrennen wird seit 2023 im Département Pas-de-Calais im Norden von Frankreich ausgetragen. Das Rennen gehört zur UCI Europe Tour und ist in die Kategorie 1.2 eingestuft. Die Strecke führt auf welligem Kurs über Land durch zahlreiche Gemeinden in der Region um die Stadt Béthune. Der Name des Rennens bezieht sich auf den Gemeindeverband Communauté d’agglomération de Béthune-Bruay, Artois-Lys Romane, der genau 100 Gemeinden umfasst und in dessen Gebiet sich das Rennen abspielt. Diese werden aber nicht alle durchquert.

## Sieger
| Jahr | Sieger            | Zweiter                | Dritter                   |
| ---- | ----------------- | ---------------------- | ------------------------- |
| 2023 | Jonathan Vervenne | Jérémy Lecroq          | Sebastian Kirkedam Larsen |
| 2024 | Halvor Dolven     | Steffen De Schuyteneer | Andrea Raccagni Noviero   |
| 2025 | Matthew Brennan   | Simone Gualdi          | Lucas Beneteau            |